# خانه میش کش
خانه میش کش مربوط به دوره قاجار است و در دزفول، محله لوریان واقع شده و این اثر در تاریخ ۱۷ اسفند ۱۳۸۱ با شمارهٔ ثبت ۷۹۱۶ به‌عنوان یکی از آثار ملی ایران به ثبت رسیده است.